# Beatmania III (serie)
Beatmania III (ビートマニアスリー bītomania surī?) fue una de las tres series de videojuegos de beatmania lanzado en el año 2000 después de beatmania (1997) y beatmania IIDX (1999), respectivamente. A diferencia del primer beatmania, beatmania III jamás fue lanzado fuera de Japón. Ambas series finalizaron sus entregas en el año 2002 de manera definitiva con sus últimos lanzamientos beatmania THE FINAL y beatmania III THE FINAL, quedando únicamente su segunda secuela, beatmania IIDX, el cual continúa activo hasta la actualidad.

## Modo de juego
La jugabilidad es muy similar a la de beatmania, con la única diferencia de que tiene un pedal, el cual es presionado con el pie. Tiene un total de dos pedales, uno para cada jugador. También tiene la opción de guardar datos del videojuego con un disquete.

## Diferencias con beatmania

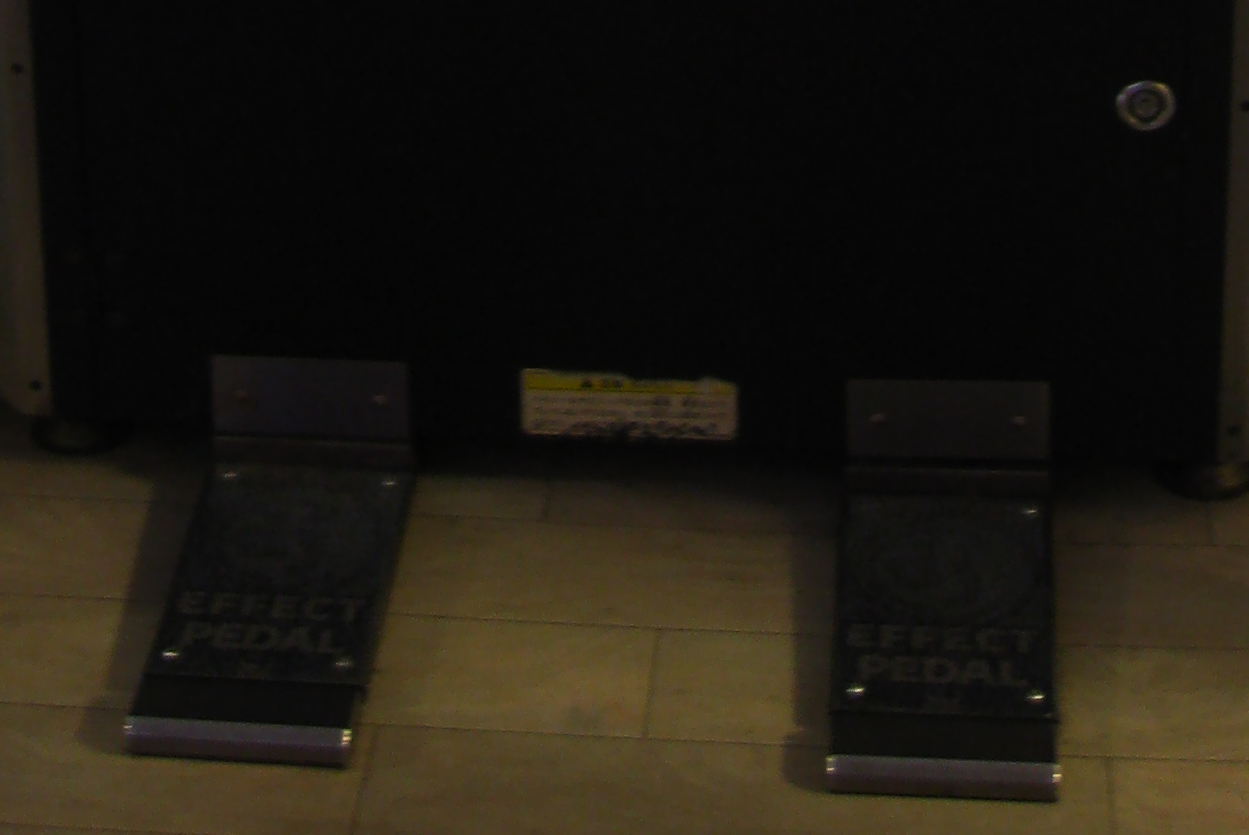
Beatmania III se caracteriza por utilizar pedales en el juego, el cual es algo exclusivo de sus otras derivaciones.

- Beatmania utiliza la plataforma DJ MAIN, creado con la tecnología de los inicios de los años 90. El bajo rendimiento de esta plataforma comparada con bemani FIREBEAT utilizado por beatmania III significa que cualquier determinado beatmania III tendrá más canciones, mejor calidad de sonido y mejores gráficas que con la tarjeta anteriormente mencionada.
- Beatmania III usa un sistema de puntaje con un máximo puntaje de 100,000 diferente del sistema de puntaje utilizado anteriormente a beatmania completeMIX.
- Al igual que beatmania IIDX, las cabinas de beatmania III permiten varios efectos auditivos los cuales pueden ser aplicados al audio, aunque las unidades de beatmania III ofrecían un sistema de efecto mucho más versátil y seleccionable que los lanzamientos de beatmania IIDX.
- beatmania III permite al jugador guardar sus puntajes y opciones de juegos, junto con algunos desbloqueos en un disquete de 3½ pulgadas. beatmania carece de esa característica.
- Tiempo después, las versiones de beatmania III a menudo añadieron canciones de larga duración que no aparecen en los títulos arcade de beatmania.
- Beatmania III muestra un rango de clasificación después de cada canción jugada, mientras que beatmania solo clasifica al jugador en su ronda entera.
- Beatmania III mantuvo separados los modos Normal y Hard, después de beatmania los removió con el tiempo.

## Lista de entregas
A lo largo del tiempo solo fueron estrenados cinco videojuegos:
- beatmania III (8 de marzo de 2000)[6]
- beatmania III APPEND CORE REMIX (31 de diciembre de 2000)[7]
- beatmania III APPEND 6thMIX (11 de septiembre de 2001)[8]
- beatmania III APPEND 7thMIX (26 de enero de 2002)[9]
- beatmania III THE FINAL (26 de agosto de 2002)